# Brachycephalus ephippium
La rana goccia d'oro o rospo stellato (Brachycephalus ephippium (Spix, 1824)) è un anfibio anuro della famiglia Brachycephalidae, endemico del Brasile.

## Descrizione
È una specie piccolissima (1-2 cm), con dita tozze, prive di dischi adesivi, il che le impedisce di saltare o arrampicarsi. Peculiare la piastra ossea posta del dorso. Ha un colore vivace, arancio luminoso sul dorso e giallo sul ventre.

## Biologia
Vive sulla terraferma.

Si nutre di insetti e affini e, nei periodi secchi, si nasconde tra le fenditure. Non è ancora chiaro quando sia il suo periodo di riproduzione, durante il quale la femmina depone cinque o sei grandi uova da cui nascono piccole rane già sviluppate, senza passare per lo stato larvale.

## Distribuzione e habitat
Vive nel Brasile sud-orientale, nelle foreste pluviali di montagna, tra le lettiere di foglie.